# Connectus and selfish
「Connectus and selfish」（コネクタス アンド セルフィッシュ）は、BACK-ONの10枚目のシングル。2011年8月17日にcutting edgeから発売された。

## 概要
前作「with you feat.Me」から約6か月ぶりであり、2011年3枚目のシングルである。1年内に3枚以上のシングルが発表されるのは、2007年に発売された2枚目の「BLAZE LINE/a day dreaming...」、同時発売となった3枚目の「flower」と4枚目の「Butterfly」以来となる。
ボーナス・トラックとして、過去に発表された楽曲が収録されているが、アレンジに変更はない。
発売日同日、同じ事務所エイベックスに所属している倖田來未の50枚目のシングル「4 TIMES」も発売されているが、収録曲「Poppin’love cocktail」はBACK-ONが作曲し、MCのTEEDAがフィーチャリングで参加している。
2代目ドラム担当であったメンバーICCHANが最後に参加した作品となった。詳しくはBACK-ONの項目を参照。

## 収録曲
- #1〜#3は、作詞：TEEDA & KENJI03、作曲：BACK-ON、JINプロデュースである。

各楽曲の詳細は、それぞれの項目を参照。
1. Connectus and selfish [6:23]
BACK-ONのシングル表題曲の中で2ndシングルの「BLAZE LINE」の"4分06秒"を超える"6分23秒"と過去最長である。今楽曲は2部構成となっており、3分39秒あたりから別の楽曲に変わる構成になっており、厳密には約3分の楽曲が2曲入っているということになる。楽曲のタイトルにある「Connectus」とは、英語で「繋がる」という意味の"Connect"と、同じく「自分たち」を意味する"us"を合わせた造語であると語っている[1]。
2. flyaway [3:51]
6thシングル。
3. We are... [2:54]
2ndオリジナル・アルバム『Hello World』収録曲。今作に収録されるにあたり新たにタイアップが付き、テレビ朝日系『東北笑顔プロジェクトインフォマーシャル』テーマシングとなっている。
4. 足跡 [3:58]
GReeeeN・BACK-ONとこの2組の音楽プロデューサーであるJINによる音楽ユニット、BAReeeeeeeeeeNのシングル曲。